# Petnica (miasto Čačak)
Petnica (cyr. Петница) – wieś w Serbii, w okręgu morawickim, w mieście Čačak. W 2011 roku liczyła 180 mieszkańców.